# Elaphoglossum carrascoense
Elaphoglossum carrascoense är en träjonväxtart som beskrevs av M. Kessler och Mickel. Elaphoglossum carrascoense ingår i släktet Elaphoglossum och familjen Dryopteridaceae. Inga underarter finns listade.